# Luis Castillo (baseball, 1992)
Pour les articles homonymes, voir Luis Castillo et Castillo.
Luis Miguel Castillo (né le 12 décembre 1992 à Baní en République dominicaine) est un lanceur droitier des Mariners de Seattle de la Ligue majeure de baseball.

## Carrière
Luis Castillo signe son premier contrat professionnel en décembre 2011 avec les Giants de San Francisco. Dès 2012, il joue en ligues mineures avec des clubs affiliés aux Giants. Le 20 décembre 2014, les Giants échangent aux Marlins de Miami Castillo et un autre lanceur droitier des mineures, Kendry Flores, contre le joueur de troisième but Casey McGehee.
En 2016, Castillo est élu meilleur lanceur de la saison dans la Ligue de l'État de Floride après ses performances chez les Hammerheads de Jupiter.
C'est aussi en 2016 que Castillo fait brièvement partie des Padres de San Diego, même s'il ne joue pas pour cette équipe, ni pour ses clubs affiliés. Le 29 juillet 2016, les Marlins le transfèrent en effet à San Diego avec les lanceurs droitiers Jarred Cosart et Carter Capps ainsi que le joueur de premier but des ligues mineures Josh Naylor, pour acquérir en retour les lanceurs droitiers Andrew Cashner, Tayron Guerrero et Colin Rea. Mais deux jours plus tard, à la date limite des échanges du 1er août et suivant une logique inhabituelle, San Diego le retourne au club de Miami en échange de Rea après que ce dernier eut lancé un match pour les Padres et qu'il fut découvert qu'il était blessé. Mais Castillo ne demeure plus très longtemps dans l'organisation des Marlins puisque ceux-ci l'envoient, avec le lanceur droitier Austin Brice et le voltgeur des ligues mineures Isaiah White, aux Reds de Cincinnati le 19 janvier 2017 en échange du lanceur droitier Dan Straily.
Luis Castillo fait ses débuts dans le baseball majeur comme lanceur partant des Reds de Cincinnati le 23 juin 2017 face aux Nationals de Washington.